# Megaselia criniventris
Megaselia criniventris är en tvåvingeart som beskrevs av Borgmeier 1958. Megaselia criniventris ingår i släktet Megaselia och familjen puckelflugor. Inga underarter finns listade i Catalogue of Life.